# Amore tzigano
Amore tzigano (The Little Minister) è un film del 1934 diretto da Richard Wallace.

## Trama
Nella Scozia rurale del 1840 un giovane pastore protestante resta affascinato da una giovane zingara, che inciterà i tessitori alla rivolta e lo coinvolgerà nella fuga. La ragazza tuttavia non è ciò che sembra, ma prima che egli possa scoprire la verità il sentimento di devozione che lo lega alla madre sembra doverlo separare per sempre da lei...

## Produzione
Prodotto dalla RKO Radio Pictures (A Pandro S. Berman Production), il film fu girato in California, a Sherwood Forest e al Fryman Ranch di Laurel Canyon.

## Distribuzione
Distribuito dalla A Radio Picture (RKO Radio Pictures), il film uscì nelle sale cinematografiche statunitensi il 28 dicembre 1934. Venne poi presentato a Londra il 21 febbraio 1935 per essere distribuito nel Regno Unito il 12 agosto. Nello stesso anno, il 25 dicembre, uscì anche in Finlandia con il titolo Mustalaismorsian. Nel 1936, fu distribuito in Ungheria (21 maggio, come Odaadás), Danimarca (25 luglio, come Zigøjnertøsen), Svezia (26 dicembre, come Sjudande blod).